# 45 Minuten bis Ramallah
45 Minuten bis Ramallah ist ein deutscher Film des deutsch-iranischen Filmregisseurs Ali Samadi Ahadi. In Deutschland startete der Film am 5. Dezember 2013.
Die Filmkomödie erzählt mit viel schwarzem Humor die Geschichte der beiden ungleichen Brüder Rafik und Jamal, die ihren verstorbenen Vater von Jerusalem nach Ramallah zur Beerdigung bringen müssen. Es sind zwar nur 25 km Weg, aber sie müssen von Israel nach Palästina und dabei geht so ziemlich alles schief, was schiefgehen kann, wenn man mit einer Leiche unterwegs ist.

## Handlung
Rafik, ein in Ostjerusalem aufgewachsener Palästinenser, lebt in Deutschland und arbeitet in einem arabischen Restaurant. Er hat wenig Lust, zur Hochzeit seines Bruders Jamal nach Israel zu reisen. Um seiner Mutter einen Gefallen zu tun und weil er gerade seinen Job verloren hat, nimmt er die Einladung dennoch an. Als auf der Hochzeit alte Streitereien mit seinem aufbrausenden Vater wieder ausbrechen, stirbt dieser. Der letzte Wunsch des Vaters war es, in seinem Geburtsort in der Nähe von Ramallah beigesetzt zu werden, das in den Palästinensischen Autonomiegebieten liegt. Zähneknirschend nehmen die beiden ungleichen und zerstrittenen Brüder die waghalsige Mission auf sich, die Leiche des Vaters im eigenen Wagen über die Grenze zu schmuggeln. An sich dauert die Fahrt nur 45 Minuten, doch der vermeintliche Kurztrip entwickelt sich zur haarsträubenden Odyssee.
Nachdem sie den ersten Checkpoint glimpflich passiert haben, lernen sie an einer Tankstelle die schöne Olga kennen, die sie in ein Restaurant führt, indem sie vorgibt zu arbeiten. Als sie das Restaurant verlassen, stellen sie fest, dass Olga, die zu einer Bande von russischen Autoschiebern gehört, ihr Auto gestohlen hat. Nach einer Nacht mit Verhören und Misshandlungen im israelischen Gefängnis, weil sie als Araber für Bombenattentäter gehalten werden, suchen sie einen Russen auf, um illegalen Ersatz für ihre ebenfalls gestohlenen Pässe zu bekommen. Dort treffen sie auch wieder Olga, die ihr Auto jedoch bereits nach Ramallah überführt hat. Dort angekommen, fallen sie den „Heiligen Freiheitskämpfern des Islam“ in die Hände. Nach weiteren Verhören und Misshandlungen sollen sie als Kollaborateure erschossen werden. In letzter Sekunde werden sie gerettet, nur um umgehend in den Fängen einer noch radikaleren Terrorgruppe zu landen, bei denen sich auch ihr Wagen mit der Leiche des Vaters anfindet. Durch ein Missverständnis zu Selbstmordattentätern auserkoren, können Rafik und Jamal auf dem Weg zu ihrem Einsatz fliehen. Ihr Auto wird dabei zwar zerstört, sie erreichen aber mit der Leiche ihres Vaters den Friedhof in Ramallaha. So endet nach drei Tagen ihre skurrile Reise, die Familie ist vereint, der Vater findet seine letzte Ruhestätte, die Brüder sind echte Freunde geworden und Rafik und Olga werden ein Paar.

## Rezeption
„In seiner Komödie ‚45 Minuten bis Ramallah‘ nimmt sich der Regisseur nun auf unverkrampfte Weise dem Nahostkonflikt und den Vorurteilen zwischen Palästinensern und Israelis an.“

„Satirischer Trip durch das Minenfeld Nahost“

## Auszeichnungen
45 Minuten bis Ramallah gewann bei den Biberacher Filmfestspielen 2013 den Goldenen Biber und den Publikumsbiber.